# David Thomson (journaliste)
Pour les articles homonymes, voir David Thomson.
David Thomson, né en 1980, est un journaliste français, grand reporter au service Afrique de RFI et spécialiste des jihadistes français et tunisiens. Il contribue également au site d'information Les Jours, où il raconte le parcours de jihadistes français revenant de Syrie et d'Irak.

## Biographie
Né en 1980 d'un père britannique et d'une mère française, il passe son enfance dans un milieu catholique et bourgeois en région parisienne.
Étudiant à Sciences Po Aix, il consacre un mémoire à l'héritage de Jacques Foccart. Il entre ensuite à l'Institut de journalisme Bordeaux Aquitaine de l'Université Bordeaux Montaigne.
Entré à RFI en 2009, il est nommé correspondant en Tunisie au moment de la révolution de 2010-2011 et réalise des reportages pour RFI, Radio France et France 24. Il est grièvement blessé par des tirs de chevrotine pendant le tournage d'un reportage à Siliana en 2012. Il réalise pour Arte le documentaire Tunisie : La Tentation du Jihad sur le mouvement jihadiste tunisien Ansar al Charia en 2013 et reçoit le prix Ilaria-Alpi dans la catégorie du meilleur reportage international de télévision.
En 2011, il couvre en tant que correspondant la guerre en Libye du côté des rebelles mais aussi du régime de Kadhafi, ainsi que les transitions politiques en Tunisie, en Égypte et au Mali.
En 2014, après un an d'une vaste enquête, la seule sur ce sujet début 2016, il rassemble une vingtaine de témoignages directs de jihadistes français partis combattre en Syrie et raconte leur histoire dans l'ouvrage Les Français jihadistes (prix du document de L'Express-BFM TV en 2014). Ce livre est le premier paru sur le phénomène du jihadisme en zone irako-syrienne et de l'État islamique. Deux ans après sa parution, il est toujours considéré comme « l'ouvrage de référence » par le journal Le Monde, pour comprendre la mécanique jihadiste. Selon le site d'informations de France Télévisions, « David Thomson est devenu en peu de temps une référence, de par sa connaissance des réseaux jihadistes grâce à sa présence sur le terrain et sur les réseaux sociaux ». Dans ce livre, il est le premier à alerter sur le risque terroriste que représentent les Français partis en Syrie pour la France. Il est d'ailleurs moqué pour cela sur certains plateaux de télévision en 2014. Trois ans plus tard, il dénonce un déni en France et en Tunisie sur les questions jihadistes. Le magazine Vanity Fair le compare alors à « un Galilée obstiné à répéter ce qu'on ne savait pas entendre sur les djihadistes ».
Les informations sur le milieu jihadiste français qu'il diffuse au quotidien sur son compte Twitter suivi fin décembre 2016 par plus de 100 000 abonnés sont régulièrement reprises et chroniquées dans les médias,. Ce compte est parmi les mieux informés sur les revendications d'attentats. En 2016, son compte Facebook est suspendu par erreur, suspension dénoncée par l'association Reporters sans frontières,.
Confronté à ce qu'il nomme « djihadoscepticisme », David Thomson exprime dès 2014 sa crainte d'attentats djihadistes en France, mais dans l'émission Ce soir (ou jamais !) d'avril 2014 où l'a invité Frédéric Taddeï, il est alors vivement contredit par les autres invités et en particulier le sociologue Raphaël Liogier après avoir déclaré que « pour les djihadistes, la France était l'ennemi de l'islam et d'Allah. Dans leur esprit, frapper la France est légitime ». En décembre 2016 quand sortira son deuxième livre, il rappelle : « C’est l’évidence aujourd’hui mais c’était indicible à l’époque. Quel aveuglement, quand j’y pense ! ». Interrogé en août 2015 sur l'éventuelle infiltration de flux de migrants venant de Libye par des terroristes, il tweete que « De #Libye, aucun bateau de migrants n'est encore parti d'une zone tenue par l'#EI »,, ajoutant toutefois que « pour autant, une telle option n’est pas non plus totalement exclue ».
Dans son traitement de cette actualité, David Thomson travaille uniquement à partir de réseau de sources présentes sur le terrain, y compris par les jihadistes, et refuse de collaborer avec les services de renseignements, de police ou de justice, une position qui lui vaut parfois des critiques, mais que le journaliste revendique arguant que « la seule façon de comprendre comment on devient jihadiste est de leur poser la question ». Après les attentats de Bruxelles en mars 2016, il dénonce une « circulation circulaire de la non-expertise » dans les médias et son influence sur le débat public et la prise de décision politique en matière de terrorisme, citant des policiers « à la retraite parfois déconnectés de la réalité des dossiers » du moment ou des agents passés de manière furtive dans des services, où ils n'ont de plus pas toujours été chargés des questions jihadistes.
Fin 2016, après cinq ans de travail sur le jihadisme à partir de sources primaires, plus de deux ans d'entretiens,avec des Français et des Françaises revenus de Syrie et d'Irak, il sort le livre Les Revenants qui devient un best-seller en quelques jours et qui lui vaut d'être qualifié dans la presse de « journaliste anthropologue ». « Une immersion rare dans l’univers des djihadistes français » selon le journal Le Monde qui en publie les bonnes feuilles, « un document exceptionnel qui plonge le lecteur dans la tête des Français soldats de Daech » selon Le Figaro. Le 12 décembre 2016, il reçoit le Grand Prix de la presse internationale. Contestant l’efficacité des centres de déradicalisation, il dit que « Tout se résume à deux questions : le suivi psychologique et la capacité à trouver un emploi. On ne réintègre pas en marginalisant. Mais qui veut prendre le risque de les employer ? On ne peut pas déradicaliser dans une prison ».
Victime de menaces de mort, il est placé en 2016 sous protection policière par le Service de la protection de la police nationale (SDLP),. Il décide alors un an plus tard de s'installer aux États-Unis,. Après cinq années passées sur le djihadisme, il souhaite changer de centre d'intérêt journalistique : « Quand tu es immergé là-dedans, ça devient ta normalité à toi. Moi je baigne là-dedans du soir au matin depuis des années: ça reste fou, mais en même temps c’est ma réalité. C’est pour ça aussi qu’il faut que j’arrête ! ».
En 2017 il remporte le prix Albert-Londres dans la catégorie livre pour son ouvrage Les Revenants et confirme dans la foulée son souhait de changer de thématique de travail et devenir correspondant aux États-Unis pour RFI.
En janvier 2018, il cosigne une tribune dénonçant les pressions exercées par Vincent Bolloré et Vivendi sur les médias qui enquêtent à propos de leurs activités en Afrique.
Le 8 décembre 2018, le prix La plume et l'épée lui est attribué pour son livre Les Revenants.
Le terme « revenants », inspiré du titre de son livre consacré aux jihadistes de retour en France, s'impose peu à peu dans le débat public à tel point qu'il finit par faire son apparition dans les dictionnaires du Robert illustré et du Petit Robert.
David Thomson est attaqué en diffamation par Christian Estrosi, pour avoir cité dans son livre Les Revenants un jihadiste repenti déclarant : « J'en veux au maire de Nice parce qu'il était au courant de tout ça, il a laissé faire », en référence aux activités d'Omar Omsen, principal recruteur jihadiste sur la ville de Nice. Il est relaxé le 7 février 2019 par le tribunal de Nice. En décembre 2020, la Cour de cassation annule à nouveau la condamnation du journaliste de RFI sans ordonner de renvoi, ce qui rend cette décision définitive.

## Publications
- 2014 : Les Français jihadistes, Paris, Les Arènes, 227 p.  (ISBN 978-2-35204-327-0)
- 2016 : Les Français jihadistes, 2e édition, Paris, Les Arènes, 300 p.  (ISBN 978-2352044758)
- 2016 : Les Revenants, Paris, Le Seuil - collection « Les Jours », 294 p.  (ISBN 978-2-02134-939-9). Grand prix de la presse internationale 2016[58]

## Télévision
- Tunisie : la tentation du jihad, documentaire réalisé par David Thomson, Gwenlaouen Le Gouil, Hamdi Tlili et Nicolas Baudry d'Asson.